# Space (discotheek)

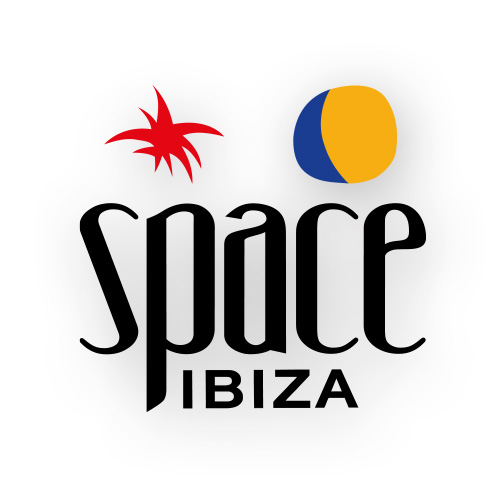

Space was van 1986 tot 2016 een discotheek op het eiland Ibiza in Spanje. Space bevond zich aan Playa d'en Bossa aan de rand van Ibiza-stad, dicht bij de luchthaven.

## Geschiedenis
Space opende aan het begin van de zomer in 1986. Tijdens de opening werd ook het achterliggende waterpark Aguamar geopend. Space in de huidige vorm begon in 1989 toen Pepe Rosello, een clubeigenaar op Ibiza sinds 1963, het complex overnam dat destijds nog bestond uit een discotheek met een conferentiehal.
De eerste DJs die Space vormgaven waren Alex P en Brandon Block, twee Britse clubdeejays/producers en vaste deejays van Sunday Space Terrace, het buitenterras van Space waar de vliegtuigen overheen vliegen. Dit terras met het geluid van de landende vliegtuigen door de dancemuziek heen heeft Space zijn bekendheid gegeven. Nadat de clubs Amnesia en Privilege hun terrassen hebben moeten overkappen vanwege geluidsoverlast, is Space een van de weinige clubs gebleven waar het uitgaanspubliek nog steeds de aankomende vliegtuigen kan begroeten.
Andere vaste deejays van Space werden Reche, Jose de Divina en Jon Ulysses en vanaf 2001 tot en met 2016 Carl Cox. Space brengt iedere jaar compilaties uit, vroeger via het Azuli label en nu via CR2 Records. In 2015 werd bekend dat het verkocht werd aan Ushuaïa Group en sloot zijn deuren in de huidige vorm op 2 oktober 2016.

## We Love Sundays

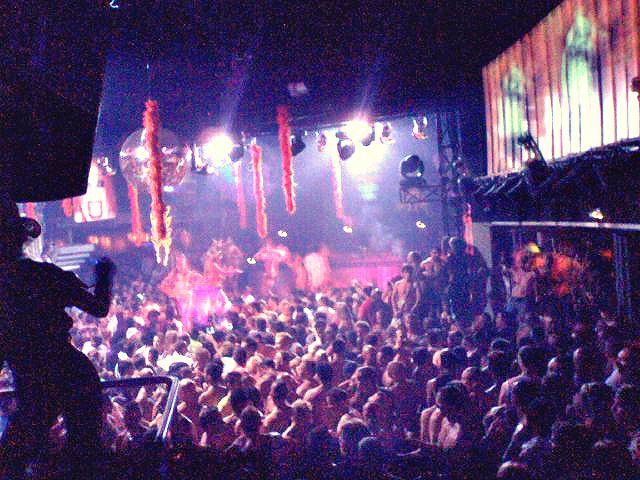

Space begon in 1999 met het organiseren van feesten op zondag overdag. We Love... Space werd een wekelijks feest dat om 4:30 op de zondagochtend begon en doorging tot 6 uur maandagochtend. Het feest vond iedere zomer zestien weken plaats.

## Prijzen
Space werd verkozen tot de "Best Global Club" op het International Dance Music Awards in 2005, 2006, 2012 en 2013.